# Karl Ristikivi
Karl Ristikivi (16 octombrie 1912, Regiunea Lääne, Estonia - 19 iulie 1977, Stockholm, Suedia) a fost un scriitor eston.